# Савінова Анастасія
Анастасі́я Са́вінова — українська боксерка та кікбоксерка. Майстер спорту України міжнародного класу з боксу, майстер спорту з кікбоксингу.

## З життєпису
Тренував її одесит Йосип Геннадійович Кац. Виступала у ваговій категорії до 64 кг.
- 11-разова чемпіонка України з кікбоксингу
- дворазова чемпіонка першості світу з кікбоксингу — в розділі семи та лайтконтакті
- 7-разова чемпіонка України з боксу,
- 2-разова призерка чемпіонату Європи — бронзова нагорода-2004[1]

Мама двох дітей. Тренер. Проживає в місті Одеса.